# Ler, Norge
Ler är en tätort i Melhus kommun, Trøndelag fylke, Norge. Orten utgjorde tidigare centralort i dåvarande Flå kommun i Sør-Trøndelag fylke.